# Sigfried Giedion
Sigfried Giedion (a veces escrito Siegfried) (Praga, 14 de abril de 1888 - Zúrich, 10 de abril de 1968), fue un historiador suizo de la arquitectura.

## Biografía
Hijo de un industrial suizo, Sigfried Giedion estudió en Viena Ingeniería Industrial antes de ser alumno de Heinrich Wölfflin en Múnich en la carrera de Historia del arte; se doctoró en 1922. Los contactos mantenidos con la Bauhaus en 1923 y con Le Corbusier en 1925 le atrajeron a la arquitectura moderna. Enseñó en la Universidad de Zúrich, en el Massachusetts Institute of Technology y en la Universidad de Harvard. Fue el primer Secretario General del Congrès International d'Architecture Moderne desde 1923 hasta 1956. En 1933 promovió la creación del Modern Architectural Research Group.
En 1928 se incorporó al grupo de la iniciativa del Werkbundsiedlung Neubühl, a cuya comisión directiva perteneció hasta 1939. Escribió una serie de importantes artículos al respecto, que tuvieron difusión en todo el mundo. Con Espacio, tiempo y arquitectura compiló una historia canónica de la arquitectura moderna; con La mecanización toma el mando, libro difundido en inglés, francés y español, inauguró un nuevo género historiográfico sobre la técnica.
El objetivo de Giedion consistía en integrar la arquitectura moderna en la imagen de la historia del arte así como demostrar la aparición de una nueva tradición. Para él fue importante considerar la arquitectura y el arte modernos como una unidad interdependiente -enfoque nuevo para su época-. Para este propósito intentó fundamentarlo con hechos objetivos y con una cosmovisión científica. Inclusive, el título de su libro Espacio, tiempo y arquitectura remite a la obra de Hermann Minkowski Espacio y Tiempo de 1907 que sentaba las bases matemáticas para la teoría de la relatividad. En la nueva experiencia física de que el espacio y el tiempo se funden en una unión con el mundo, Giedion consideraba superada la contraposición entre ciencia y arte.
Giedion comparó directamente la arquitectura con las artes plásticas. Algunos ejemplos son: Francesco Borromini (1599-1667) con Vladimir Tatlin (1885-1953) o la fachada de la Bauhaus con el cubismo de Picasso. Sin embargo, siendo discípulo de Wölfflin, no solo buscaba puntos en común estéticos sino también estructurales. Se propuso elevar a la arquitectura y el arte al plano de la objetividad. Basándose en el "espíritu de los tiempos" de Hegel, Giedion vio en el racionalismo de las ciencias naturales la idea que caracterizaba los tiempos modernos en general. «El historiador, en particular el historiador de la arquitectura, ha de mantenerse en un estrecho contacto con las ideas actuales. Sólo si está impregnado en el espíritu de su propio tiempo puede descubrir los trazos del pasado que no eran visibles desde el punto de vista de las anteriores generaciones».
Giedion fue de los primeros europeos en subrayar la importancia revolucionaria de la Escuela de Chicago, de la evolución técnica y de la implementación arquitectónica de la estructura de acero. Para él, los verdaderos héroes de la arquitectura moderna fueron Walter Gropius, Le Corbusier y Frank Lloyd Wright.
A pesar de que su libro marcó a dos generaciones de arquitectos como el "libro de cabecera", su visión histórica de la que Julius Posener afirma que rebasa a la historiografía para convertirse en propaganda, ha hecho de su libro un libro obsoleto. Así como el hecho de que no prestara atención a otras corrientes arquitectónicas como la del expresionismo.
Contrajo matrimonio con Carola Giedion-Welcker, quien creó un círculo de artistas de vanguardia en Suiza, entre los que se contaba el arquitecto holandés Aldo van Eyck. Su hija Verena se casó con el arquitecto Paffard Keatinge-Clay.

## Obras
- Spätbarocker und romantischer Klassizismus, 1922
- Befreites Wohnen, Zúrich, Orell Füssli, 1929
- Space, Time & Architecture: the growth of a new tradition, 1941. Tr: Espacio, tiempo y arquitectura: el futuro de una nueva tradición, Barcelona, Reverté, ISBN 978-84-291-2117-9 2009
- Mechanization Takes Command, 1948. Tr: La mecanización toma el mando, Barcelona, Gustavo Gili, 1978, ISBN 978-84-252-0720-4
- The Eternal Present, 1964. Tr: El presente eterno, 1 : los comienzos del arte, Alianza, 2003 ISBN 978-84-206-7016-4; 2. Los comienzos de la arquitectura ISBN 978-84-206-7022-5
- Architektur und das Phänomen des Wandels: Die 3 Raumkonzeptionen in d. Architektur, Tubinga, Wasmuth, 1969. Tr: La arquitectura, fenómeno de transición, Gustavo Gili, 1975.
- Bauen in Frankreich, Bauen in Eisen, Bauen in Eisenbeton, Berlín, Gebr. Mann, 2000.
- Escritos escogidos, Colegio Oficial de Aparejadores y Arquitectos Técnicos de Murcia, 1997, ISBN 978-84-920177-9-9